# Mount Johansen
Mount Johansen ein 1554 m hoher Berg im ostantarktischen Mac-Robertson-Land. In der Aramis Range der Prince Charles Mountains ragt er im südzentralen Teil des White-Massivs auf. 244 m seiner Gesamthöhe sind über den Eismassen des Charybdis-Gletschers sichtbar.
Die vom australischen Bergsteiger William Gordon Bewsher (1924–2012) angeführte Südgruppe im Rahmen einer Kampagne der Australian National Antarctic Research Expeditions besuchte ihn im Dezember 1956 erstmals. Das Antarctic Names Committee of Australia benannte ihn nach Sergeant Geoffrey Raymond Johansen (* 1928) von der Royal Australian Air Force, Flugzeugmechaniker auf der Mawson-Station im Jahr 1956.